# ターナー・ネットワーク・テレビジョン
TNTは、ワーナー・ブラザース・ディスカバリー傘下のワーナー・ブラザース・ディスカバリー・グローバル・リニア・ネットワークスが運営するアメリカ合衆国の衛星放送およびケーブルテレビ向けベーシックチャンネル。
メディア業界人のテッド・ターナーによって設立。1988年放送開始。
「We Know Drama」というスローガンを掲げ、他局で放送されたドラマ番組の再放送の他、「クローザー」（日本ではLaLa TVで放送）」などのオリジナル番組も制作・放送している。
また、全仏オープンやAEW、NBA、NHL、NCAA男子バスケットボールトーナメントのスポーツ番組も放送されている。かつては、NFL（NFL on TNT）やWCWマンデー・ナイトロ（2001年、WCWがWWEに買収され消滅、番組も終了）、NASCAR（2016年にNBCが放映権を取得し終了）も放送されていた。

## オリジナル番組
- バビロン5
- レバレッジ 〜詐欺師たちの流儀
- リゾーリ&アイルズ ヒロインたちの捜査線
- サウスランド
- フォーリング スカイズ
- ザ・ラストシップ
- トランスポーター ザ・シリーズ
- グッド・ビヘイビア
- エイリアニスト（Netflixで配信）